# Ангбан, Викторьен
Беканти Викторьен Ангбан (фр. Bekanty Victorien Angban; 29 сентября 1996, Абиджане, Кот-д’Ивуар) — ивуарийский футболист, полузащитник российского клуба «Сочи». Игрок национальной сборной Кот-д’Ивуара.

## Клубная карьера
Викторьен Ангбан родился в Абиджане. Начал заниматься футболом в академии «Стад Абиджан». В 2012 году в возрасте 15 лет присоединился к юношеской академии «Челси». В 2015 году подписал официальный контракт с «Челси», после того как получил разрешение на работу в Англии, проведя три года в стране.
14 июля 2015 года Ангбан перешёл в клуб «Сент-Трюйден», выступающий в бельгийской Про-лиге, на правах аренды сроком на один сезон. 24 июля дебютировал за «канареек», выйдя на замену против «Брюгге» (2:1), в своей первой игре сезона.
В сезоне 2016-17 арендован клубом испанской Ла Лиги «Гранада». Дебютировал 18 сентября в матче с «Бетисом».
В июле 2018 года Ангбан продлил контракт с «Челси» ещё на один сезон и отправился в очередную годичную аренду, на этот раз во французский «Мец».
В июле 2021 года перешёл в клуб «Сочи». 
27 июня 2024 года перешёл в махачкалинское «Динамо» на правах аренды до конца сезона 24/25. 21 июля 2024 года дебютировал за «Динамо» в чемпионате России выйдя на замену в гостевом матче первого тура против подмосковных «Химок».

## Карьера в сборной
Выступал за сборную Кот-д’Ивуара до 17 и до 20.